# Altstadtinsel (Rathenow)
Altstadtinsel ist eine Insel im Fluss Havel in der Stadt Rathenow gelegen. Auf ihr liegt die historische Altstadt mit Stadtmauer.